# Липки
Липки (на руски: Липки) е град в Русия, разположен в Киреевски район, Тулска област. Населението на града към 1 януари 2018 година е 8541 души.

## География
Градът се намира на 38 километра на юг от град Тула.